# Laurel Lee

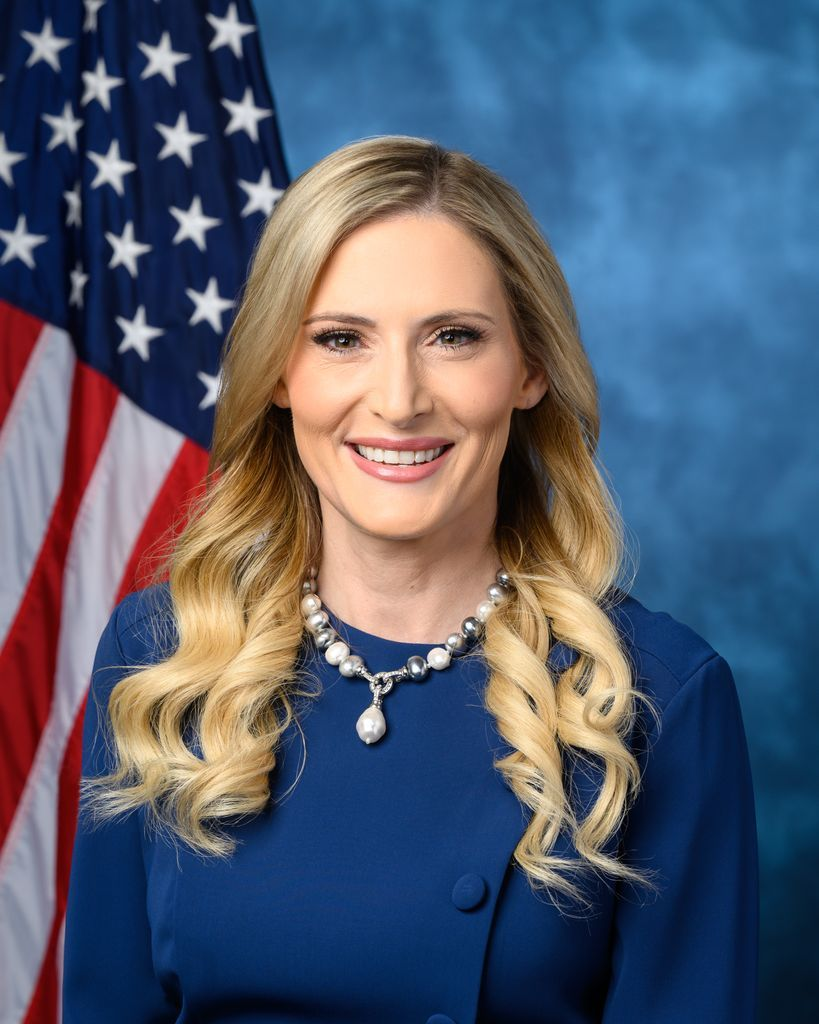
Offizielles Foto von Laurel Lee (2022)

Laurel Lee (* 26. März 1974 auf der Wright-Patterson Air Force Base, Ohio) ist eine US-amerikanische Politikerin der Republikanischen Partei. Seit dem 3. Januar 2023 vertritt sie den 15. Kongresswahlbezirk des Bundesstaates Florida im Repräsentantenhaus der Vereinigten Staaten.

## Leben
Lee stammt aus eine Militärfamilie. Ihr Vater war General der US-Luftwaffe. Sie erwarb eine Bachelor in Politik an der Universität von Florida in Gainesville und 1999 einen Juristischen Grad. Sie arbeitet als Anwältin und im Büro eines US-Bundesstaatsanwalts.

## Politik
2013 wurde Lee von Gouverneur Rick Scott zur Bezirksrichterin der 13. Bezirks von Florida in Hillsborough County ernannt. Ein Jahr später wurde sie ohne Gegenkandidaten in diesem Wahlamt bestätigt. Von 2019 bis 2022 war sie Secretary of State in Florida im Kabinett von Ron DeSantis. 2022 trat sie zurück, um für den Kongress kandidieren zu können. In der Republikanischen Vorwahl erhielt sie 41,5 % der Stimmen bei fünf Kandidaten. In der allgemeine Wahl im November 2022 setzten sie sich mit 58,5 % der Stimmen gegen den Kandidaten der Demokraten Alan Cohn durch.

## Privatleben
Lee lebt in Hillsborough County. Sie ist verheiratet und hat drei Kinder.